# Dorfkirche Wittenau

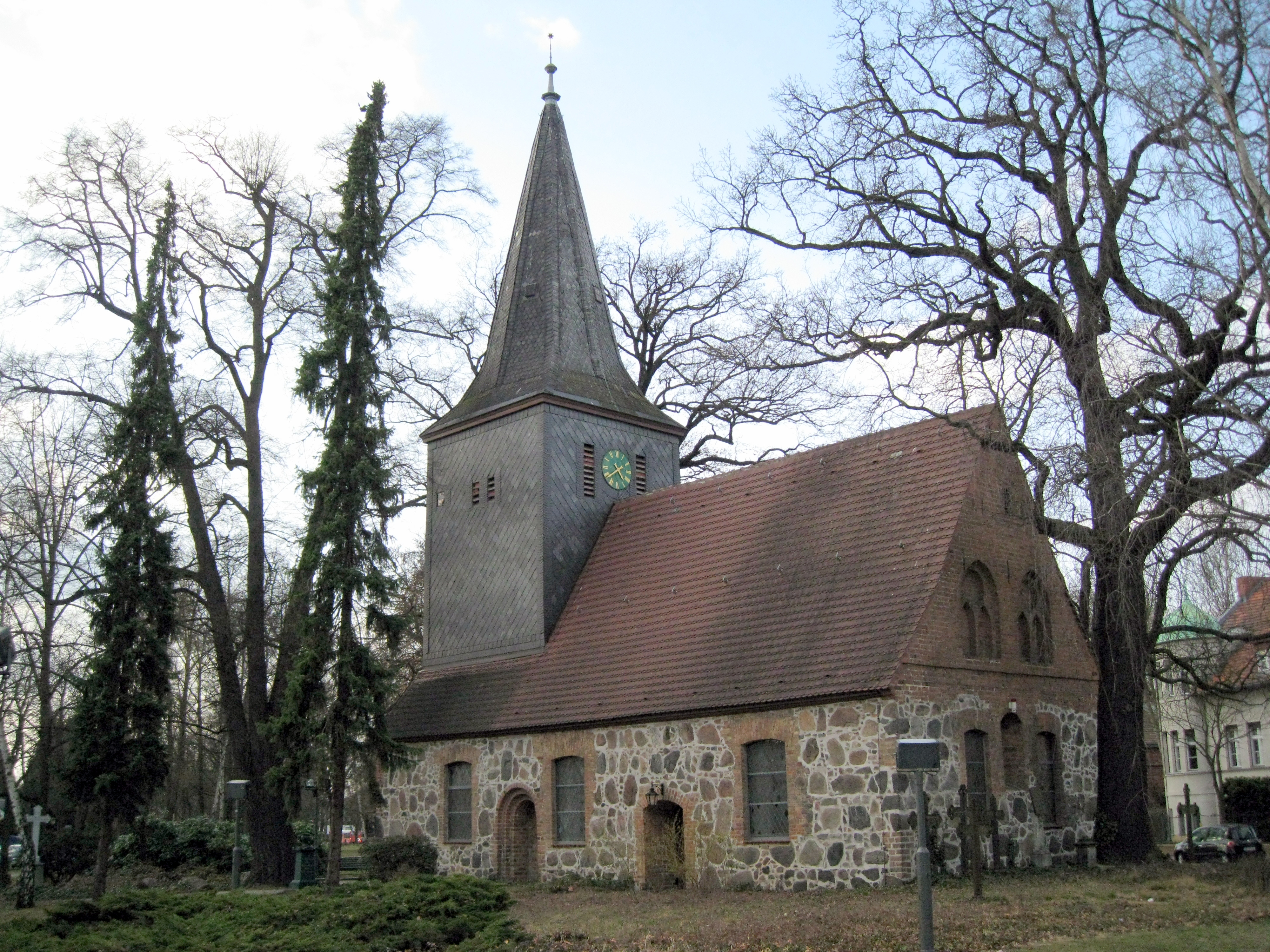
Kirchenschiff der Dorfkirche Wittenau

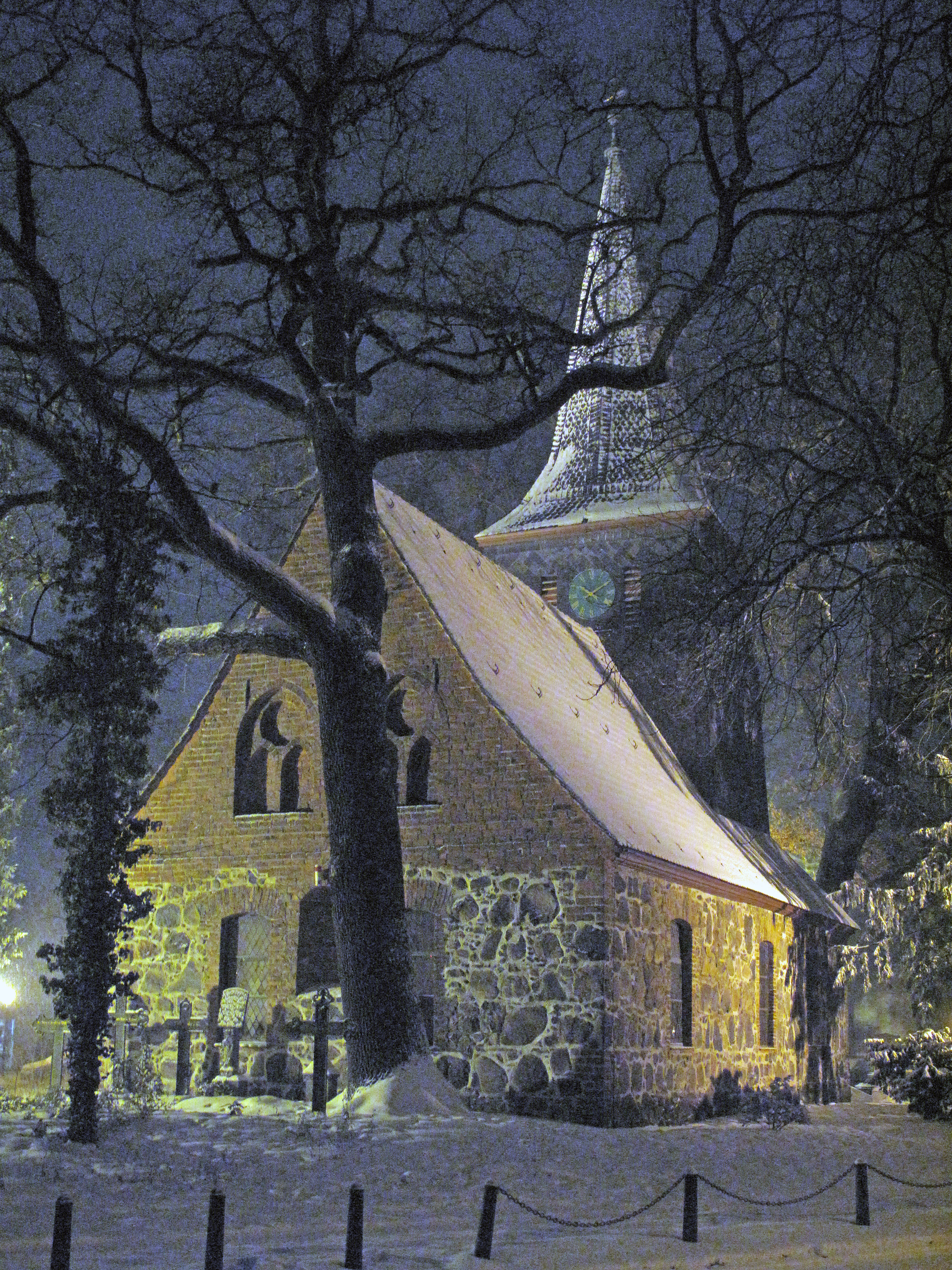
Dorfkirche Wittenau abends im Winter

Die  Dorfkirche Wittenau (ⓘ) auf dem Dorfanger Alt-Wittenau ist eine der über 50 Dorfkirchen in Berlin. Die einfache Saalkirche wurde um 1482 bis 1489 im einstigen Dalldorf errichtet, dem heutigen Berliner Ortsteil Wittenau. Die Kirche, die unter Denkmalschutz steht, wurde 1956/57 restauriert, der Turm im Jahr 2000.

## Baugeschichte der Dorfkirche
Im Jahr 1322 wird Dalldorf erstmals urkundlich als Daldorff erwähnt, und zwar als Kirchdorf, dessen Dorfkirche zur Filialkirche von Tegel wird. Im Landbuch Karls IV. (1375) werden für Doldorff/Daldorp vier Pfarrhufen unter insgesamt 39 Hufen erwähnt. Dalldorf muss also schon spätestens 1322 eine Dorfkirche besessen haben. Dalldorf ist wie die benachbarten Dörfer um 1230 gegründet worden und hat wie sie üblicherweise so schnell wie möglich eine einfache Holzkirche bekommen. Da der Steinbau der Kirche erst Ende des 15. Jahrhunderts folgte, also 250 Jahre später, ist davon auszugehen, dass die ursprüngliche einfache Holzkirche durch eine qualitätvollere Fachwerkkirche ersetzt wurde. Über die Zeit vor 1482 ist aber über das Aussehen der Kirche weder urkundlich noch archäologisch Näheres bekannt.

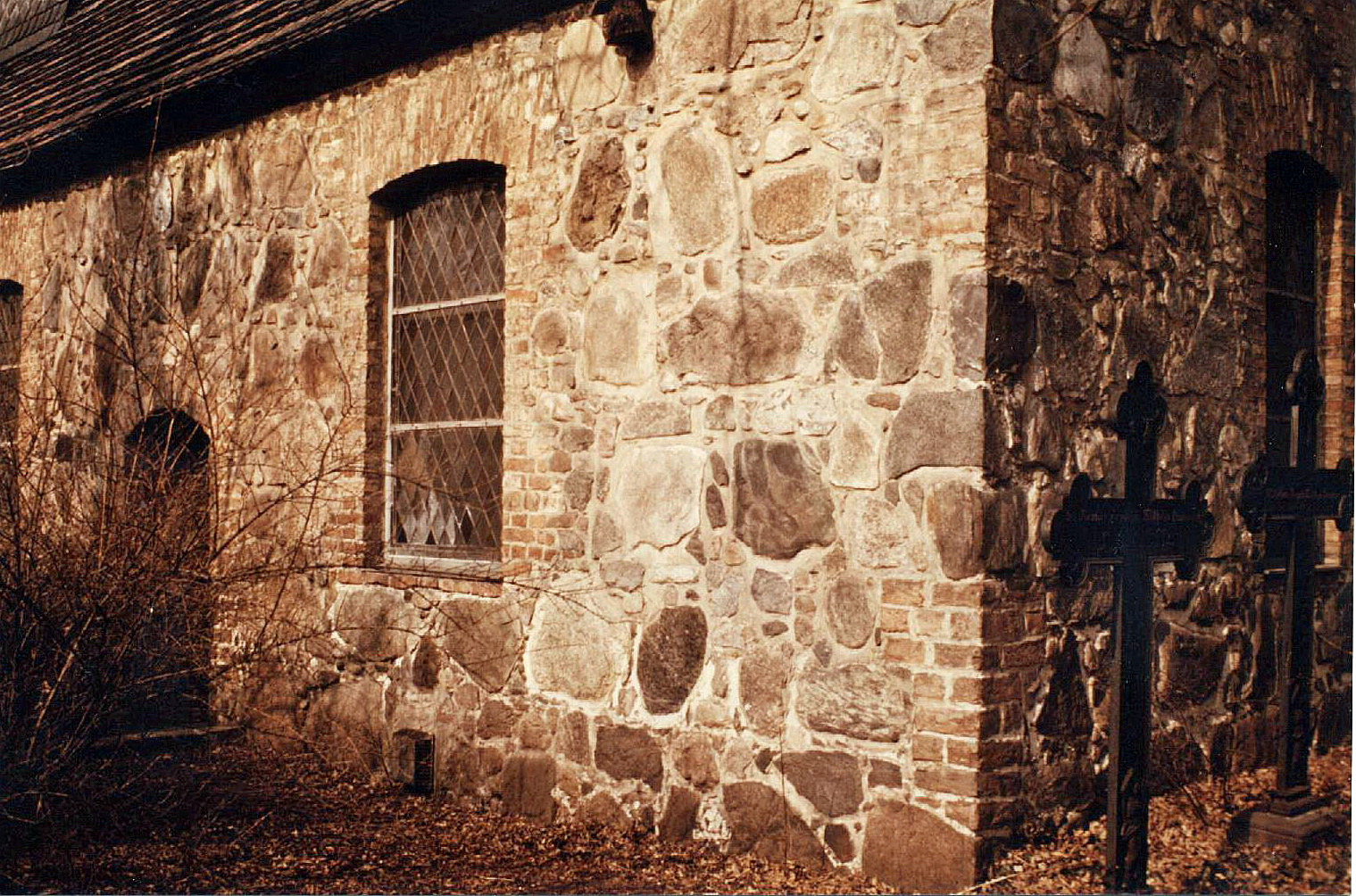
Mischmauerwerk an der Südostecke der Dorfkirche Wittenau

Ungefähr zwischen 1482 und 1489 (Dendrodaten) wurde eine einfache Saalkirche aus Feldsteinmauerwerk errichtet, das heißt ohne Chor oder gar Apsis; dazu passt die auf 1484 datierte Kirchenglocke. Das buntscheckig wirkende Baumaterial ist ein Beispiel für die relativ seltenen Dorfkirchen aus Mischmauerwerk. Um die Wende zum 14. Jahrhundert war ein Wandel in der Bauweise der Dorfkirchen eingetreten: Die Feldsteinquader wurden aus Kostengründen weniger sorgfältig gequadert, aber noch immer in durchgehenden Schichten verlegt. Ab dem 15. Jahrhundert wurden die Lesesteine nicht mehr behauen, sondern nur noch gespalten, sodass sie nicht mehr in exakten Schichten verlegt werden konnten (z. B. Dorfkirche Reinickendorf). Um dennoch saubere Kanten bilden zu können, wurden ab 1300 zunehmend Backsteine verwendet für die Umrahmung von Portalen und Fenstern sowie für Gebäudekanten. Backsteine wurden zwar für den Kirchenbau schon im 12. Jahrhundert verwendet (z. B. St. Peter und Paul (Brandenburg an der Havel)), aber die Ziegeleiproduktion war für dörfliche Bauvorhaben zu teuer. Feldsteine mussten anlässlich der Ackerbildung ohnehin von den Feldern entfernt werden; sie standen als kostenloses Baumaterial zur Verfügung, soweit die Dorfgemarkung Lehmböden aufwies. Den auffällig krassen Gegensatz von ungewöhnlich großen und kleinen Feldsteinen gibt es in Berlin in dieser Form nur an der Dorfkirche Wittenau. Ebenso wie in Dahlem und Stralau sind die Ziegel nur in kleinen Anteilen zwischen den Feldsteinen außerhalb der Umrahmungen von Öffnungen und Gebäudekanten verwendet worden. Der spätgotische Ziergiebel mit Blendbogennischen wurde mit Backsteinen erbaut, die denen des Langhauses entsprechen. Das Maßwerk in den zwei Nischen des Giebeldreiecks gliedert sich entsprechend der üblichen Gestaltung gotischer Fenster jeweils in zwei schmale Spitzbogenfelder und eine darüber liegende Rosette.
Wie im Barock üblich, wurden bei späteren Renovierungen nur noch Backsteine verwendet, und das Backsteinmauerwerk wurde farbig in hellen Tönen verputzt. Die Kirche wurde nachweislich im Dreißigjährigen Krieg zum Teil zerstört. Eine große Veränderung kam mit der Anschaffung eines Kanzelaltars (datiert: 1722), der offenbar zunächst an die Nordwand des Kirchenschiffs gestellt wurde, 1779 aber vor die Ostwand gesetzt wurde. In diesem Zusammenhang wurde das mittlere Fenster der Ostwand (etwa noch in originaler Größe) zugesetzt, weil es vom Kanzelaltar verdeckt wurde. Alle anderen Fenster wurden bei dieser Gelegenheit vergrößert und erhielten einen flachen Bogen, ebenso wie das neue größere Südportal. Das ursprüngliche Eingangsportal an der Südwand der Kirche wurde vermauert. Erhalten blieben seine abgetreppten Rundbogengewände. Bei der Feuersbrunst im Jahr 1796 wurde die Mehrzahl aller Gebäude des Dorfes vernichtet, die meist mit Stroh oder Röhricht gedeckt waren. Vermutlich blieben auch das Dach und der Turm der Kirche nicht verschont, worauf die Reparaturarbeiten am Turm in den Jahren 1797 (Dendrodatum) bis 1799 (Windfahne) schließen lassen. Im Jahre 1830 entstand zusätzlich ein Westportal, neugotisch und mit abgetreppter Ziegellaibung. Das Tympanon war ursprünglich durchfenstert; heute befindet sich dort ein Steinrelief mit Lamm und Fahne.

## Der Turm
Der zunächst mit Holzschindeln verkleidete Fachwerkturm konnte auf 1489 dendrodatiert werden. Er ist als Dachturm ohne eigene Grundmauern in den geringfügig älteren Dachstuhl des hohen Satteldachs über dem Kirchenschiff eingebunden. Dem entsprechen auch die zwei Bronzeglocken in der Glockenstube. Sie wurden später durch zwei weitere Glocken ergänzt.
| Gießer                     | Gießjahr | Schlagton | Gewicht (kg) | Durchmesser (cm) | Höhe (cm) | Krone (cm)  | Inschrift |
| -------------------------- | -------- | --------- | ------------ | ---------------- | --------- | ----------- | --- |
| unbekannt                  | 1484     | b'        | 204          | 70               | 59        | 15          | M CCC L XXX IV REX GLORIE XPE VENI CUM PACE. |
| Hans Zydler und Yorg Behem | 1583     | es"       | 380          | 88               | 67        | keine Krone | YACOB WARTEN BERCK SCVLTZ PAVL STEYN YN DALDORF MARTYNVS HEVBT PFHAR HER. PETER FYSCHER HANS HAWER STRO DYSE ZWN GOCZLEVT MO L XXX III. BIN YCH GEFLOSEN YM NAME GOTES. HANS ZYDLER UND YORG BEHEM HABEN MYCH GOSEN. |
| Petit & Gebr. Edelbrock    | 1964     | c"        | 220          | 67               | 58        | 12          | keine |
| Petit & Gebr. Edelbrock    | 1964     | f"        | 220          | 67               | 58        | 12          | keine |

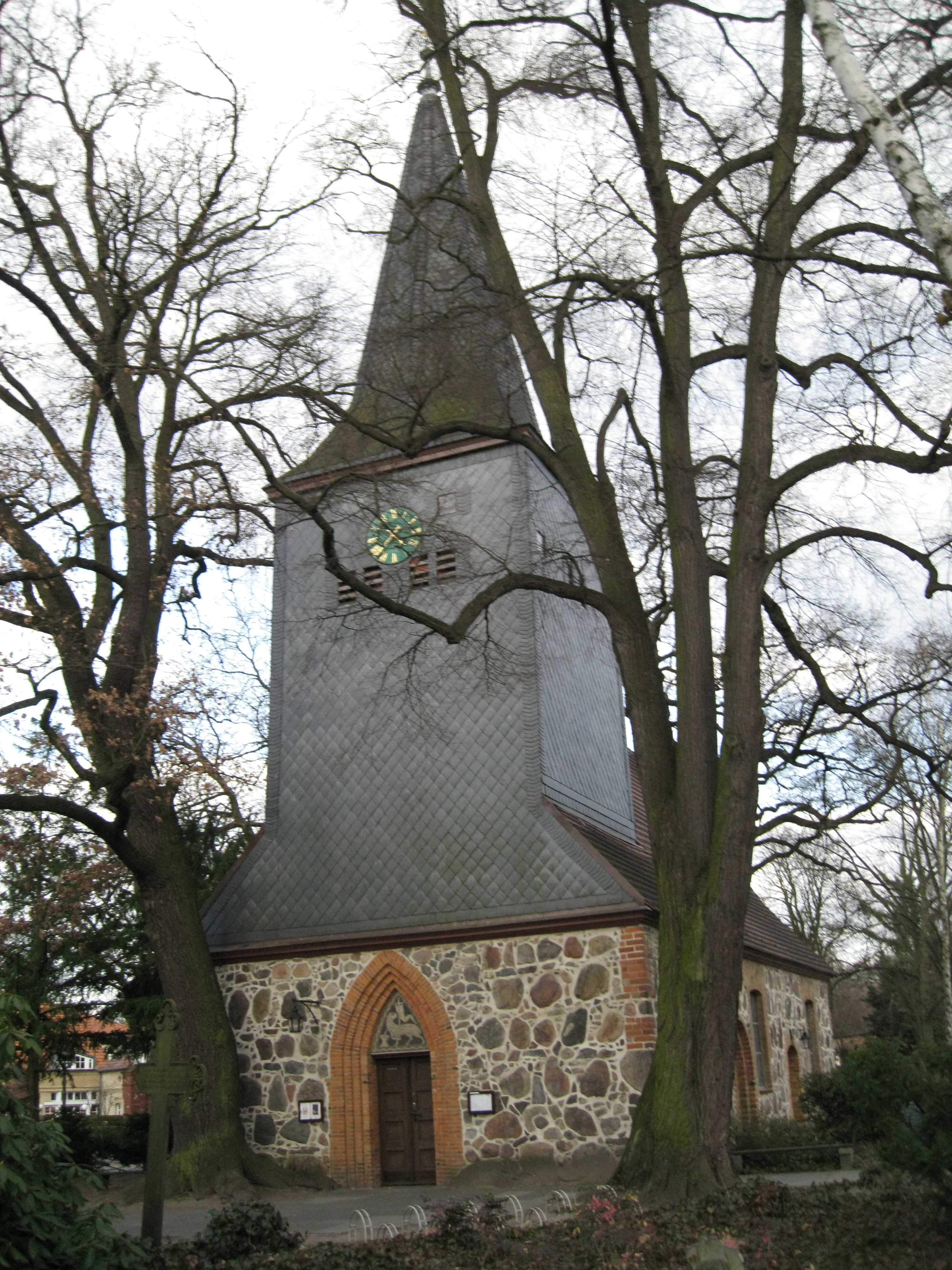
Turm der Dorfkirche Wittenau

Durch den Dorfbrand von 1796 wurde auch der Turm beschädigt, denn er musste 1797 repariert werden. Die erhaltene Spitze in der „klassischen Anordnung“ von Knauf, Windfahne und Stern stammt aus dem Jahr 1799 (Datum auf der Windfahne). Die Holzschindeln des Turms und die Holzverkleidung des Westgiebels wurden 1894 durch eine Schieferdeckung ersetzt.

## Das Innere
In der Kirche wurde um 1500 ein Flügelaltar aufgestellt, von dem nur noch die Schnitzfiguren des heiligen Nikolaus und die der Anna selbdritt, d. h. der heiligen Anna und der Maria mit dem Kinde auf einer Mondsichel erhalten geblieben sind. Heute befindet sich in der Kirche ein barocker Kanzelaltar aus dem 18. Jahrhundert.
Bei der Erneuerung der nur gering beschädigten Dorfkirche von 1956 bis 1957 wurde die flache Saaldecke durch eine hölzerne Stichbogentonne ersetzt, damit der barocke Kanzelaltar zur besseren Wirkung kommt; diese Änderung zerstörte allerdings den Unterteil des spätmittelalterlichen Dachstuhls. Anlässlich der Preußen-Ausstellung 1982 wurden die Farben des Altars erneuert. Die Figur des Christus des Auferstandenen über dem Südportal kam als Stiftung erst 1966 in die Kirche. Ihre Entstehung wird der Renaissance zugeordnet. Auf der Empore unter dem Turm steht eine kleine, 1958 von Karl Schuke gebaute Orgel.